# 도고시코엔역
도고시코엔역(일본어: 戸越公園駅, とごしこうえんえき)은 일본 도쿄도 시나가와구에 있는 도쿄 급행 전철의 역이다. 역 번호는 OM03이다.

## 역 구조
상대식 승강장 2면 2선의 지상역이다. 역사는 각 플랫폼마다 존재한다.
승강장과 개찰구 사이에는 계단 및 경사로가 있다. 2면이 있었던 승강장 사이로는 연결 통로가 없기 때문에 개찰 내에서는 왕래가 불가능다. 화장실은 하행선쪽에 있다.
과거에는 앞뒤로 건널목이 존재하여 승강장의 유효 길이는 3량 편성분 밖에 없는 관계로 오이마치 방향의 2량은 문이 안 열려서 도어컷 취급을 하고 있었지만, 2013년 2월에 오이마치 방향으로 승강장 유효 길이 2량분의 연장 공사가 완성되어, 동년 동월 24일부터 도어컷이 해소되었다. 또, 이 공사에 따라 오이마치 방향의 건널목이 이설되었다.
서비스 매니저 도입역으로 오이마치역에서 원격 감시하고 있다.

#### 승강장
| 승강장 | 노선        | 방향 | 행선                                                    |
| ------ | ----------- | ---- | ------------------------------------------------------- |
| 1      | 오이마치 선 | 하행 | 하타노다이・지유가오카・후타코타마가와・미조노쿠치 방면 |
| 2      | 오이마치 선 | 상행 | 오이마치 방면                                           |

## 역 주변
- 도고시 공원 - 역명의 유래가 된 에도 시대의 히고국 구마모토번 호소카와 가문의 시모야시키의 흔적인 조용한 정원이다. 역에서 도보 5분 거리에 있다.
- 시나가와 구립 도고시 체육관
- 시나가와 구 다테유타카 도서관
- 시나가와 구 유타카 실버 센터
- 도쿄 소방청 에바라 소방서 도고시 출장소
- 도쿄 도립 오사키 고등학교
- 시나가와 구립 도고시 초등학교
- 시나가와 구립 오하라 초등학교
- 시나가와 도고시 우체국
- 도고시 공원 상점가 - "도고시 공원 중앙 상점가"와 "도고시 공원역 미나미구치 상점가"가 연속적으로 위치하고 있다[1]. TBS 텔레비전의 금요드라마 "Stand Up!!"(2003년 7월부터 9월 방영)의 무대가 되었다.
- SMK본사
- 이토 요카도 도고시점
- 오케이 스토어 도고시점

## 역사
- 1927년 7월 6일: 메구로카마타 전철 오이마치 선의 개통과 동시에 헤비쿠보역으로 영업 개시.
- 1936년 1월 1일: 도고시 공원역으로 역명 변경.
- 2013년 2월 24일: 승강장 앞뒤로 건널목이 존재하였던 관계로 유효량이 3량 편성분 밖에 되지 않아, 승강장이 연장되고 건널목을 이전하여 도어컷 문제가 해소됨.

## 사진

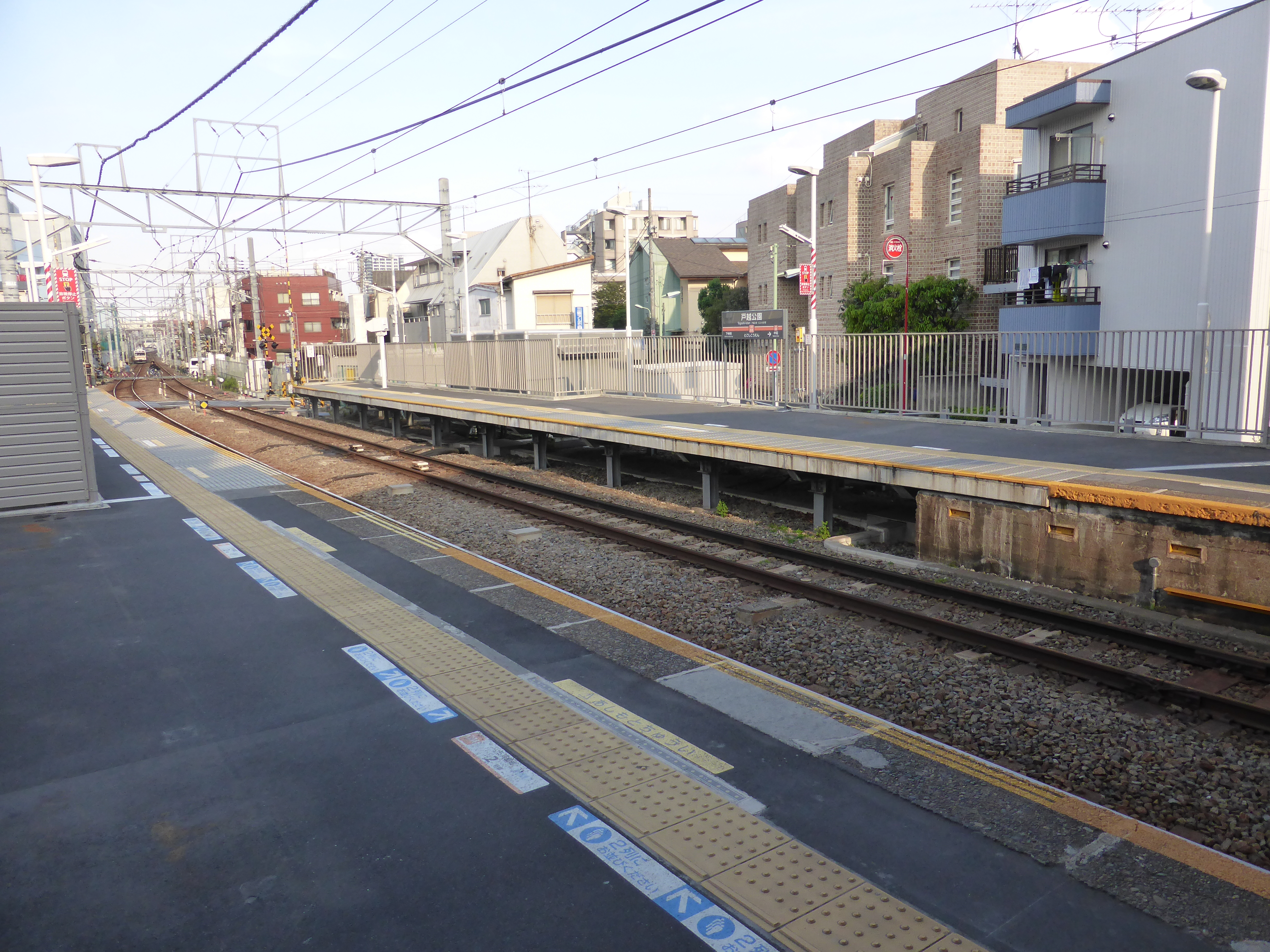
승강장의 연장된 부분

## 인접역
| 도쿄 급행 전철 오이마치 선     | 도쿄 급행 전철 오이마치 선                                                | 도쿄 급행 전철 오이마치 선     |
| ------------------------------ | ------------------------------------------------------------------------- | ------------------------------ |
| OM 02 시모신메이 오이마치 방면 | □ 각역정차 (후타코신치, 다카쓰 통과) ■ 각역정차 (후타코신치, 다카쓰 정차) | 나카노부 OM 04 미조노쿠치 방면 |